# Šimo
Šimo je moško osebno ime.

## Izvor imena
Ime Šimo je različica imena Simon.

## Pogostost imena
Po podatkih Statističnega urada Republike Slovenije je bilo na dan 31. decembra 2007 v Sloveniji število moških oseb z imenom Šimo: 24. Med vsemi moškimi imeni pa je ime Šimo po pogostosti uporabe uvrščeno na 1.241. mesto.

## Osebni praznik
V koledarju je ime Šimo skupaj z imenom Simon (Šimen), god praznuje 28. oktobra 